# Dennis Mortimer
Dennis Mortimer (* 5. April, 1952 in Liverpool) ist ein ehemaliger englischer Fußballspieler. Bekannt wurde er vor allem als Kapitän der Mannschaft von Aston Villa, die 1982 den Europapokal der Landesmeister gewann.  Der Mittelfeldspieler gilt als einer der besten Spieler in der Vereinsgeschichte von Aston Villa.

## Sportlicher Werdegang
Mortimer begann seine Laufbahn bei Coventry City und entwickelte sich dort aus der Jugendabteilung zu einem Stammspieler in der ersten Mannschaft. Ein erster Höhepunkt war seine Teilnahme am Endspiel des FA Youth Cups, wo er Tottenham Hotspur mit 3:4 unterlag. Seinen Durchbruch feierte er spätestens 1972, als sich das neue Trainergespann Joe Mercer und Gordon Milne den „Sky Blues“ anschloss. Gemeinsam mit Willie Carr, Colin Stein, Brian Alderson und Tommy Hutchison war Mortimer Bestandteil einer der renommiertesten Angriffsreihen und einer der vielversprechendsten Mittelfeldspieler im damals gegenwärtigen englischen Fußball.
Eine Reihe von Spitzenvereinen bekundete Interesse einer Verpflichtung Mortimers, der letztlich kurz vor Weihnachten 1975 bei Aston Villa in Birmingham anheuerte. Zwischen 1975 und 1985 absolvierte Mortimer 405 Pflichtspiele für Villa und schoss dabei 36 Tore. Nach dem Gewinn der englischen Meisterschaft im Jahr 1981 feierte er ein Jahr später seinen größten Erfolg.  Im Finale des europäischen Landesmeisterwettbewerbs führte er sein Team als Kapitän aufs Feld und nahm nach dem 1:0-Sieg gegen den FC Bayern München im Stadion De Kuip in Rotterdam – das entscheidende Tor schoss Peter Withe – die bis heute einzige europäische Trophäe in der Vereinsgeschichte von Aston Villa entgegen.
Nach seiner Zeit in Birmingham wechselte Mortimer kurzzeitig zu Brighton & Hove Albion, blieb dort jedoch nur ein Jahr, bevor er wieder in die Midlands zurückkehrte. Sein Wechsel zu Birmingham City, dem Lokalrivalen von Aston Villa, war bei seinen alten Anhängern nicht unumstritten. Mortimers letzte aktive Station war als Spielertrainer im Bereich des Non-League-Footballs der Klub Redditch United. Trainererfahrungen sammelte er später als Assistenztrainer von Osvaldo Ardiles bei West Bromwich Albion. Trotz seiner Erfolge im Vereinsfußball kam Mortimer zwar zu Einsätzen in der englischen U23- und der B-Auswahl, aber nie zu einem Länderspiel für die englische A-Nationalmannschaft.
Später arbeitete Mortimer mehr im Nachwuchsbereich und bildete in den Midlands junge Spieler und Trainer (darunter Alex Penny) aus. Daneben engagiert er sich auch im Frauenfußball und besetzt einen Direktorenposten im Frauenbereich der Wolverhampton Wanderers.

## Erfolge
- Europapokal der Landesmeister: 1982
- Europäischer Supercup: 1982
- Englische Meisterschaft: 1981
- Englischer Ligapokalsieger: 1977